# Vatroslav Jagić
Vatroslav Jagić (Varaždin, 6 luglio 1838 – Vienna, 5 agosto 1923) è stato uno slavista austro-ungarico di etnia croata.
Inizia ad insegnare in un ginnasio di Zagabria, poi diviene professore a Odessa. Successivamente è a Berlino e San Pietroburgo; nel 1886 si stabilisce a Vienna.